# Jerzy Masior
Jerzy Masior (ur. 7 lipca 1924 w Chodorowie, zm. 19 kwietnia 2003) – doktor medycyny, poeta, harcmistrz, żołnierz Armii Krajowej.

## Życiorys
Pierwsze lata spędził we Lwowie. Uczęszczał do II Państwowego Gimnazjum im. Karola Szajnochy we Lwowie. We wrześniu 1939, będąc w IV klasie gimnazjum, stanął na czele 40 Lwowskiej Drużyny Harcerzy, która służyła w pomocniczych jednostkach wojskowych na Dworcu Podzamcze. Po wkroczeniu Niemców do Lwowa, uczęszczał na tajne komplety oraz został żołnierzem kontrwywiadu z zadaniem przechwytywania broni z niemieckich szpitali. Pod koniec wojny służył w Wojsku Polskim, w IV Dywizji Piechoty jako radiotelegrafista, początkowo w sztabie dywizji, a później w 4 Dywizjonie Artylerii Samochodowej. W wojsku służył do lutego 1947 roku jako zastępca d-cy plutonu ds. liniowych w oficerskiej szkole lotniczej w Boernerowie. Po przejściu do cywila Jerzy Masior rozpoczął edukację medyczną we Wrocławiu w Akademii Medycznej. Od III roku studiów związał się z Kliniką, jako wolontariusz a następnie pracownik ośrodka i szkoły klinicznej prof. dr. Edwarda Szczeklika. Po uzyskaniu odpowiednich stopni naukowych, w roku 1962, przeniósł się Gorlic, koło Nowego Sącza jako ordynator oddziału wewnętrznego szpitala. Tam obok pracy zawodowej rozwijał talent malarski. Jego prace były wystawiane na kilku miejscowych wystawach.
Od jesieni 1956 roku, po reaktywacji ZHP pełnił funkcję drużynowego 25 Wrocławskiej Drużyny Harcerzy im. Batalionu Szturmowego "Parasol", działającej przy II LO we Wrocławiu przy ul. Parkowej.
W Nowym Sączu zamieszkał od 1967 roku. Utworzył tu spółdzielnię lekarską, kierował poradnią internistyczno – konsultacyjną. Ponad 20 lat kierował Wojewódzkim Ośrodkiem Doskonalenia Kadr Medycznych w Nowym Sączu. Był nauczycielem przedmiotów zawodowych w Liceum Medycznym w Nowym Sączu. Na kilka lat związał się ze sceną poetycką Teatru im. B. Barbackiego w Nowym Sączu. Był twórcą spektakli i koncertów poetycko-muzycznych oraz współpracował z wieloma szkołami tworząc w nich zespoły wokalne.
W Nowym Sączu powstał pierwszy jego tomik żeglarskiej poezji Chodzenie na wiatr. Od 1980 roku rozpoczął podróże do Lwowa, które zaowocowały licznymi lirykami, wierszami i opowiadaniami na temat miasta. Pisał wiele wierszy i piosenek o Lwowie, Kresach, Nowym Sączu. Był prezesem Towarzystwa Miłośników Lwowa. Jego ciało spoczywa na cmentarzu w Nowym Sączu – na nagrobku ma wypisany fragment swojego wiersza: Jestem po stronie ciszy. Jestem tam gdzie milczenie.
Został odznaczony Krzyżem Walecznych, Krzyżem Obrony Lwowa, Krzyżem Kawalerskim Orderu Odrodzenia Polski i Złotym Krzyżem Zasługi a także Złotą Tarczą Herbową oraz Orderem Przyjaznych Serc od Związku Sądeczan za zasługi dla miasta.
Jego imieniem nazwany został most na potoku Łubinka w ciągu ul. Tarnowskiej, na Przetakówce w Nowym Sączu. Jego imię nosi także Izba Lwowska w nowosądeckim Akademickim Liceum, zorganizowana przez jego ucznia i przyjaciela Bogusława Kołcza. 

## Twórczość
- Lwów i jego mieszkańcy – 1991, wydanie specjalne tygodnika Przekrój[4]
- Twórczość Jerzego Masiora
- Izba Lwowska im. Jerzego Masiora